# Marcel Neveu
Marcel Neveu, né le 10 décembre 1935 au Havre et mort le 27 mars 1993 à Cormenon dans le Loir-et-Cher, est un peintre, sculpteur, graveur, illustrateur, photographe, céramiste, mosaïste, créateur de tapisseries et de bijoux, poète et architecte français.

## Biographie
À l'âge de 14 ans, Marcel Neveu obtient son CAP de menuisier-ébéniste au Havre. Il étudie ensuite aux beaux-arts dans sa ville natale entre 1949 et 1953. Élève de Gérard Desgranges, il fait la connaissance de Jean Dufy (frère de Raoul) et expose à la galerie Hamon du Havre. En 1954, Marcel Neveu arrive à la Grande-Chaumière à Paris, où il est l'élève de Mac-Avoy, avant de fréquenter l'atelier du peintre Gustave Corlin (ancien élève de Renoir), où il prépare le concours d’entrée à l’École nationale supérieure des beaux-arts[réf. souhaitée]. 
Dès son admission, Marcel Neveu intègre, avec Pierre Carron, R. Faure, P. Ambille, l'atelier de Raymond Legueult (ancien élève de Pierre Bonnard). Marcel Neveu fréquente également les salons parisiens, la galerie de Seine à Londres.
Avec Faure, Carron, Humbert, ils créent un atelier commun à Rosny-sous-Bois en 1955-1956.
Il explore la peinture comme initiation ésotérique et use de techniques très diverses,.
Il fonde le salon Art et Matière en 1975 à Maisse,. En 1980, il est nommé enseignant en expression libre.
Il organise en 1981 deux importantes expositions personnelles au Grand-Orient de France et à la galerie Hamon au Havre. Marcel Neveu est sélectionné pour l’exposition « La gravure en relief » présentée au château de Tours, au musée de Gravelines, au musée-château d'Annecy.
Invité par la présidence du Sénat, il expose à l'Orangerie du Luxembourg en 1981. Il réalise de nombreuses illustrations de couvertures pour la collection « Le fait psychanalytique », aux Presses universitaires de France.
En 1992, il cofonde Artec, collectif d'art contemporain, avec Françoise Icart.
Il a été invité d'honneur au Salon d'Art Contemporain de Yokohama. Il est saisi d'une proposition d'exposition au Museum of Art de Los Angeles et à Miami.
En 2012 naît l'Association Marcel Neveu, qui a pour objet de faire vivre la mémoire de Marcel Neveu en assurant la promotion de son œuvre ainsi que celles de Colette Neveu et de Pascal Neveu.

### Vie privée
Marcel Neveu épouse Colette Geneviève Brizions en 1960, céramiste, née le 7 mars 1934 à Vendôme et décédée le 8 avril 2011 à Joigny. De cette union naissent 3 garçons : Pascal (1961-1992), Dominique (1962-1992) et Laurent (1965).

## Prix de peinture et invitations

### Prix de peinture
- 1955 : Salon des artistes français au Grand Palais, Mention honorable, Paris
- 1960 : Finaliste du Prix du Peintre, galerie Durand-Ruel, Paris
- 1974 : Premier Prix, Boutigny (Essonne) - Schneider et Cadoret sont membres du jury[3]
- 1988 : Finaliste des Arts Plastiques, Blois
- 1989 : Prix du Conseil Général du Loir-et-Cher[3]
- Finaliste du prix des Vikings
- Salon de la jeune peinture, Musée d'Art moderne de la ville de Paris
- Salon d'automne des artistes havrais

### Invitations
- Sélectionné pour l'exposition de Dunkerque (Tricentenaire du rattachement à la France)
- 1974 : Paris Capitale - Le Marais : Exposition: Peintres témoins de leur temps[3]
- 1981 : La gravure en relief - Ministère de la Culture: Tours, Gravelines, Annecy[3]
- 1987 : Festival International d'Art Contemporain à Osaka, Japon[3]
- 1987-1989 : Presses universitaires de France : série de dessins de couverture pour la collection Le Fait psychanalytique[3]

## Collections
Ses œuvres se retrouvent dans des collections privées en France et à l'étranger, à la Bibliothèque Nationale de Paris (Autoportrait, Le violoniste bleu, Estampes). Marcel Neveu est entré au Musée du Papier à Angoulême et au Musée de Vendôme. En 2006, une plaque commémorative a été inaugurée au Prieuré Saint Eloi à Cormenon, où il a vécu, par le Président du Conseil Général du Loir-et-Cher et Ministre de la ville M.Maurice Leroy, et de M. Philippe Roulliac commissaire-priseur vendômois, en présence de ses amis, artistes, et amoureux des arts.

## Publications
- Couverture de la revue Numismatique et Change no 150, avril 1986[10]
- Couvertures de livres Le fait psychanalytique pour les PUF[11],[12],[13]